# Gordon Igesund
Gordon George Igesund (ur. 26 lipca 1956 w Durbanie) – południowoafrykański piłkarz grający na pozycji napastnika, a także trener.

## Kariera klubowa
W swojej karierze piłkarskiej Igesund grał między innymi w austriackich klubach Grazer AK i Admira Wacker.

## Kariera trenerska
W swojej karierze trenerskiej Igesund prowadził takie kluby jak: African Wanderers, Manning Rangers, Orlando Pirates, Santos FC, Ajax Kapsztad, Mamelodi Sundowns, Maritzburg United, Free State Stars i Moroka Swallows. Jako trener wywalczył cztery mistrzostwa Premier Soccer League: w sezonie 1996/1997 z Manning Rangers, w sezonie 2000/2001 z Orlando Pirates, w sezonie 2001/2002 z Santosem i w sezonie 2006/2007 z Mamelodi Sundowns. Wraz z tym drugim klubem wygrał również SAA Supa 8 w 2007 roku.
W 2012 roku Igesund został selekcjonerem reprezentacji Republiki Południowej Afryki. Na tym stanowisku zastąpił Steve’a Komphelę. W 2013 roku poprowadził ją w Pucharze Narodów Afryki 2013, którego RPA jest gospodarzem.